# La Fosse-Corduan
La Fosse-Corduan település Franciaországban, Aube megyében. Lakosainak száma 213 fő (2022. január 1.). La Fosse-Corduan Rigny-la-Nonneuse, Saint-Loup-de-Buffigny és Saint-Martin-de-Bossenay községekkel határos.

## Népesség
A település népessége az elmúlt években az alábbi módon változott:
| Lakosok száma | 164  | 186  | 170  | 212  | 208  | 210  | 218  | 215  | 214  | 213  |
|               | 1968 | 1982 | 1990 | 2006 | 2013 | 2015 | 2017 | 2019 | 2020 | 2022 |